# OTV (Rumunsko)
Ocram Television, zkráceně OTV, byla televizní stanice založená v roce 2000 rumunským novinářem Danem Diaconescuem a spojená s DDTV. Jednalo se o velmi kontroverzní televizní stanici, zejména kvůli pořadu Dan Diaconescu Direct (zkráceně DDD), pořadu, který se zabýval politickou analýzou dnešního Rumunska. Další show s vysokou sledovaností byla It Happens Now, kterou moderoval Tudor Barbu. Tato show si doposud zachovala svůj název a je uváděna stejným moderátorem, nyní je však na B1TV.
V roce 2025 se OTV může znovu spustit, s největší pravděpodobností 12. února 2025, spolu s kanálem DDTV (Rumunsko). 